# Sammy Lelei
Sammy Lelei (14 agosto 1964) è un ex maratoneta e mezzofondista keniota.

## Biografia
Nel 1992 si è piazzato in settantasettesima posizione ai Mondiali di corsa campestre, vincendo la medaglia d'oro a squadre.
Nel 1995 ha stabilito la miglior prestazione mondiale dell'anno in maratona con il tempo di 2h07'02", grazie al quale ha vinto la Maratona di Berlino.

## Palmarès
| Anno | Manifestazione    | Sede   | Evento         | Risultato | Prestazione | Note |
| ---- | ----------------- | ------ | -------------- | --------- | ----------- | ---- |
| 1992 | Mondiali di cross | Boston | Corsa juniores | 77º       | 38'45"      |      |
| 1992 | Mondiali di cross | Boston | A squadre      | Oro       | 46 p.       |      |

## Campionati nazionali
1989
- 6º ai campionati kenioti di corsa campestre

1992
- Bronzo ai campionati kenioti, 10000 m piani- 28'44"0
- 8º ai campionati kenioti di corsa campestre - 36'02"

## Altre competizioni internazionali
1992
- 17º alla Maratona di New York ( New York) - 2h18'16"
- Oro all'Humarathon ( Vitry-sur-Seine) - 1h01'26"
- 4º alla Mezza maratona di Berlino ( Berlino) - 1h01'57"
- Oro alla Cascade Run Off ( Portland), 15 km - 42'42"
- Oro alla Utica Boilermaker ( Utica), 15 km - 43'39"
- Oro alla Peachtree Road Race ( Atlanta) - 27'56"
- 4º alla Asbury Park Classic ( Asbury Park) - 28'48"

1993
- 5º alla Maratona di Boston ( Boston) - 2h12'12"
- 8º alla Maratona di New York ( New York) - 2h13'56"
- Oro alla Mezza maratona di Lisbona ( Lisbona) - 59'24"
- Argento alla Mezza maratona di Berlino ( Berlino) - 1h00'42"
- Oro alla Cascade Run Off ( Portland), 15 km - 43'17"
- Argento alla Utica Boilermaker ( Utica), 15 km - 43'45"
- Argento alla Peachtree Road Race ( Atlanta) - 28'10"
- 9º al Nairobi International Crosscountry ( Nairobi) - 30'55"

1994
- 4º alla Maratona di New York ( New York) - 2h12'24"
- 23º alla Maratona di Boston ( Boston) - 2h13'40"
- 5º alla Mezza maratona di Parigi ( Parigi) - 1h02'17"

1995
- Oro alla Maratona di Berlino ( Berlino) - 2h07'02"
- Bronzo alla Maratona di Parigi ( Parigi) - 2h11'11"

1996
- Bronzo alla Maratona di Berlino ( Berlino) - 2h09'49"
- 5º alla Maratona di Boston ( Boston) - 2h10'11"

1997
- Bronzo alla Maratona di Berlino ( Berlino) - 2h08'00"
- 16º alla Maratona di Boston ( Boston) - 2h17'20"
- Argento alla Mezza maratona di Kyoto ( Kyoto) - 1h03'05"

1998
- 10º alla Maratona di Rotterdam ( Rotterdam) - 2h14'29"
- Argento alla Gold Coast Marathon ( Gold Coast) - 2h15'54"

1999
- 32º alla Maratona di Berlino ( Berlino) - 2h20'14"
- 7º alla Corri Treviso ( Treviso)
- 5º al Gran Premio Undici Ponti di Comacchio ( Comacchio), 9,15 km - 27'30"